# Villa de Soto Airport
Villa de Soto Airport är en flygplats i Argentina.   Den ligger i provinsen Córdoba, i den centrala delen av landet, 800 km nordväst om huvudstaden Buenos Aires. Villa de Soto Airport ligger 562 meter över havet.
Terrängen runt Villa de Soto Airport är platt åt nordväst, men åt sydost är den kuperad. Runt Villa de Soto Airport är det glesbefolkat, med 10 invånare per kvadratkilometer.. Närmaste större samhälle är Villa de Soto, 2,3 km norr om Villa de Soto Airport.
Omgivningarna runt Villa de Soto Airport är i huvudsak ett öppet busklandskap.